# Peak 6820
Der Peak 6820 ist ein vergletscherter Berg im Himalaya im Autonomen Gebiet Tibet.
Der Berg besitzt eine Höhe von 6820 m. Er befindet sich im westlichen Lapche Himal im Kreis Nyalam. Der Colangma (6952 m) erhebt sich 4,95 km weiter östlich. Der Peak 6820 liegt an der Wasserscheide zwischen Tamakoshi im Süden und dem Oberlauf des Sunkoshi im Norden.